# Felder Group
Die Felder Group ist ein österreichisches Maschinenbauunternehmen mit Stammsitz in Hall in Tirol. Seit der Gründung im Jahr 1956 entwickelt und produziert das Unternehmen Maschinen für die Holzverarbeitung. Die Produktpalette der Marken Felder, Format4, Hammer und Mayer wird über 270 Verkaufsstellen in 84 Länder exportiert.

## Geschichte
In seiner Werkstatt im elterlichen Haus in Absam gründete Johann Felder († 2021) 1956 zusammen mit seiner Frau das Unternehmen Johann Felder jun. und präsentierte im selben Jahr auf Messen in Wien und Innsbruck die ersten Holzbearbeitungsmaschinen. Aufgrund der unzureichenden Versorgung mit Gussteilen wurde 1958 eine betriebseigene Gießerei im Garten des Hauses eingerichtet.
1961 wurde die Salzbergstraße 26 in Absam zum neuen Standort des Maschinenbauers. Erste Exporte in die Schweiz folgen 1962, ein Jahr später gelang die erste Serienproduktion der Kombimaschine BU 4. Eine automatische Formsandanlage wurde 1975 in die 2000 m² große Gießerei integriert, zwei Jahre später sorgt die Auslagerung der Maschinenmontage in ein neues Betriebsgebäude für eine neuerliche Expansion des Unternehmens. Im Jahr 1979 installierte der Maschinenbauer die erste CNC-Fräsmaschine.
1982 siedelte das Unternehmen mit 65 Mitarbeitern erneut um und fand in Hall in Tirol in der heutigen Industriezone Hall-Thaur den jetzigen Firmenstandort. Mit Felder Scandinavia gründete Johann Felder 1988 in Stockholm die erste Tochtergesellschaft. Mit den neuen Produktionsmöglichkeiten folgte 1990 die Produktion der weltweit ersten Kombimaschinen mit Formatschiebetisch.
1993 eröffnete Felder sein neues EURO-Logistikzentrum und gründete die erste Felder-Werksniederlassung, die 1995 in Oberösterreich ihren Betrieb aufnahm. 1997 rief Felder die Marke Hammer für das Niedrigpreissegment ins Leben. Das neue Montagewerk 2 sollte die Kapazität weiter steigern. 2001 folgte eine weitere Markeneinführung: Format4, eine Premiummarke für Gewerbe und Industrie. In den folgenden Jahren wurde das Lieferprogramm um CNC-Bearbeitungszentren, Kantenanleimmaschinen, Plattenaufteilsägen und Heizplattenpressen erweitert.
Im Jahr 2000 wurde das Einzelunternehmen Johann Felder in eine Kommanditgesellschaft umgewandelt und durch Beteiligung von Familienmitgliedern zum Familienunternehmen Felder KG. Mit Beginn des neuen Jahrtausends wurde die neue Pulverbeschichtungsanlage errichtet und in Betrieb genommen. 2005 wurde das Logistikzentrum ausgebaut. Im Jahr 2007 wurde mit der Erweiterung der Montagehalle 7 und des Flugdaches 4.5 die Betriebsfläche erneut um 11.300 m² vergrößert. 2009 liefen die ersten zur Gänze in Hall entwickelten und produzierten CNC- und Kantenanleimmaschinen vom Band. Mit den neuen Produktionshallen 1 und 8 sowie der Erweiterung des Büro- und Logistikkomplexes mit über 1.600 m² zusätzlicher Bürofläche und einem 30 Meter hohen Hochregallager wurde die Nutzfläche des Werks bis 2018 auf über 81.000 m² ausgebaut.
2019 wurde die Otto Mayer Maschinenfabrik mit dem Produktionsstandort im deutschen Lombach ein Teil der Felder Group und brachte eine erweiterte Palette an Plattenaufteilsägen für Holz-, Metall- und Kunststoffbearbeitung mit ins weltweite Service- und Vertriebsnetzwerk.

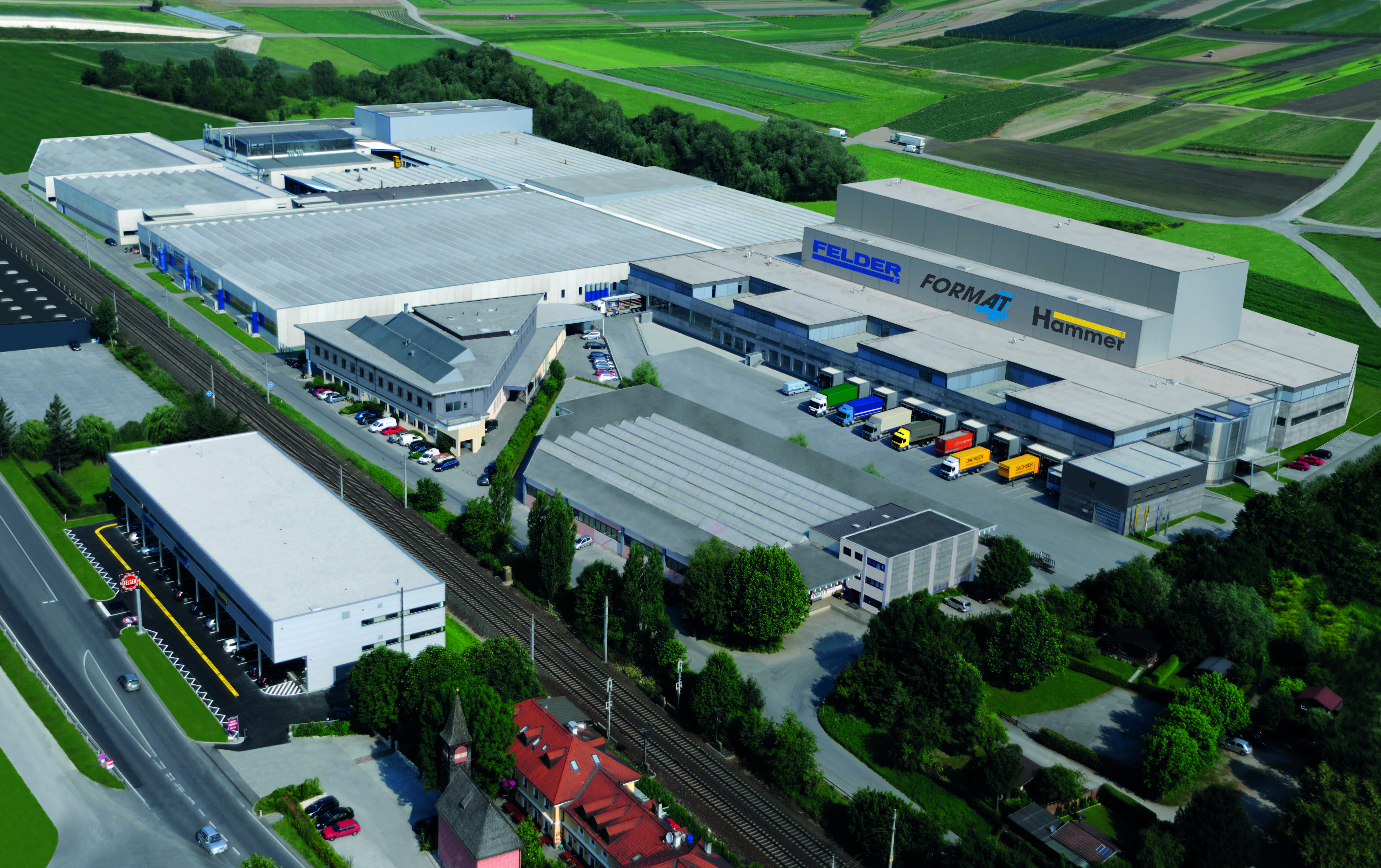
Luftaufnahme des Werks der Felder Group in Hall in Tirol

## Produkte
Die Felder Group entwickelt und produziert mit den Marken Felder, Format4, Hammer und Mayer seit über 60 Jahren in Hall in Tirol/Österreich Holzbearbeitungsmaschinen für Handwerk, Gewerbe und Industrie. Weitere Marken der Felder Group sind Felder Components (Produktion von Zubehörteilen für Handwerk und Industrie), Silent-Power (Spiralmesser-Hobelwelle), c-tech (Maschinen für die Kunststoffbearbeitung), F4Solutions (Software-Komplettlösung für die Holz- und Kunststoffbearbeitung), PCS (Preventive Contact System – kontaktlose Sicherheitseinrichtung für Formatkreissägen) und der World4Machines Maschinenmarkt. Zu den produzierten Maschinen gehören 5fach-Kombimaschinen, Sägen, Hobelmaschinen, Fräsmaschinen, Pressen, Schleifmaschinen, Kantenanleimmaschinen und CNC-Bearbeitungszentren.

## Auszeichnungen
- Bayerischer Staatspreis 1983 und 1991
- Ausgezeichneter Tiroler Lehrbetrieb 2002–2016
- iF-Design-Award 2003 und 2009
- Adolf Loos Staatspreis Design 2004
- Staatlich ausgezeichneter Lehrbetrieb 2004